# نوبوهيكو تاكادا
نوبوهيكو تاكادا (باليابانية: 高田伸彦) هو مصارع ومقاتل فنون قتالية وممثل وكاتب ياباني ولد في يوم 12 أبريل 1962 في مدينة يوكوهاما. نافس في نيو جابان برو ريسلينغ في عقدي الثمانينات والتسعينات، تحول بعد ذلك للمنافسة في الفنون القتالية ونافس في بطولة بطولات فخر القتال.